# キキ・ラーマース
キキ・ラーマース（Kiki Lamers、1964年9月1日－、）は、フランスで活躍するオランダ出身の女流画家。ポートレート画を得意とする。
オランダのナイメーヘン生まれ。1989年デン・ボス王立芸術アカデミー卒業、1992年アムステルダムのライクスアカデミー卒業。90年代後半よりニューヨーク、パリ、ローマ、ロンドン、ミュンヘンさらにメキシコなどで展示会を開催し、国際的な評価を確立。大型のキャンバスと、青やオレンジ、黄褐色などを基調にした独特の色使いで知られる。写実的だが、遊び心に満ちたような子供の裸体画が多い。オランダ・ニューアートの代表的存在。
ラーマースは2000年にフランスの警察によって児童ポルノ・虐待法違反で告発される。絵画製作のために自分や友人の子供のわいせつな写真を撮影した疑い。2005年2月の判決は有罪で禁固8ヶ月罰金5000ユーロ。同時に彼女の前夫のルイス・ティッセン（Louis Thijssen）も、ラーマースの児童ポルノ製造の共犯、およびインターネットでの児童ポルノ閲覧の容疑でフランスの検察に告発された。この事件はヨーロッパの美術界に大きな衝撃を与えた。
ラーマース作品のコレクションはオランダのアルンヘム現代美術館、スペインのサンディエゴ現代美術中央博物館などにある。

## 作品集
- Kiki Lamers Sven Lutticken ed. (Bloom Gallery) 1997, ISBN 909010531X
- Kiki Lamers: Tender Age Dan Cameron, Anna Tilroe, Danila Cahen.(Artimo Foundation) 2002, ISBN 907538033X